# Smash Hit (videojuego)
Smash Hit es un videojuego en primera persona desarrollado en 2014  por el estudio independiente sueco Mediocre AB.
Este juego se desarrolla en unas habitaciones con estilo futurista, donde la música cambia junto con el nivel, ya que el ritmo es fijo y el jugador no disminuye la velocidad pero si pausar el juego, con el objetivo de llegar lo más lejos posible antes de perder. 
El jugador tiene un inventario de bolas de metal (de las cuales el jugador comienza con 25) que puede tocar la pantalla para apuntar y disparar a los obstáculos hechos de vidrio y/o metal que se presentan en cada nivel y desbloquear puertas para avanzar a los siguientes niveles. Para sobrevivir al juego hay pequeños poliedros azules dispersos por todo el mapa. Al golpearlos que tienen forma de pirámide cuadrada con una bola, el jugador recibe 3 bolas (ganancia neta +2); golpeando un octaedro , 5 bolas (ganancia neta +4); y al golpear una estrella 3D, 10 bolas (ganancia neta +9). Si el jugador golpea 10 de estos poliedros seguidos sin perderse ninguno, mejorará su estado de múltiples bolas. El jugador debe golpear 40 en una fila para llegar al máximo de múltiples bolas desde el valor predeterminado de una sola bola. El número máximo de bolas que el jugador puede disparar con un solo toque es de 5.  

## Reglas
- Si el jugador se queda sin bolas pierde automáticamente y deberá empezar de nuevo el juego desde el principio (versión gratuita) o comenzar desde el último punto de control (versión Premium).
- Si golpea un obstáculo o no abre las puertas a tiempo, el jugador pierde 10 bolas y de continuar así ocurría lo dicho anteriormente.
- Si el jugador golpea un obstáculo o falla cualquiera de los objetivos de ganancia de bola, pierde todo su estado de bola múltiple y deberá recuperarlo.

## Power-ups
Los power-ups son potenciadores que ayudan al jugador en Smash Hit . Hay tres potenciadores dentro del juego y son los siguientes:
- Bolas infinitas: Esto cambiará tu conteo de bolas a Infinito durante unos segundos. Bueno para obtener cristales  adicionales cuando te quedas sin bolas. Sin embargo, aún puedes perder tu multiplicador y recibir daño con esto, así que no sobrestimes el poder.
- Hipertiempo: Ralentiza la velocidad del juego, tal vez no sea útil en la mayoría de las etapas, pero puede ayudar en las etapas rápidas.
- Bola explosiva: Hace que sus proyectiles sean explosivos, asegurándose de que el vidrio , metal y el láser se destruyan.

## Niveles
Existe un nivel introductorio,  11 niveles oficiales llamados puntos de control, donde si el jugador los completa, llegar al "modo interminable" , donde el objetivo es sobrevivir el mayor tiempo posible repitiendo el mismo curso una y otra vez. Por cada 1% a través de un punto de control, se agrega 10 al puntaje. Al final de un punto de control, el jugador habrá ganado 1000 puntos. En el modo sin fin, el juego aún cuenta los puntos, excepto que es el mismo curso una y otra vez en lugar de diferentes cursos, donde inicia el primer modo infinito con 12000 puntos, después llega el segundo modo infinito en 20000 puntos y así sucesivamente por cada 8000 puntos,
Algunos de los puntajes más altos del mundo están en el estadio de béisbol de 20000; una docena de jugadores han anotado más de 30000; el jugador experimentado promediara 14000-16000; y el jugador ocasional  4000-8000. Un jugador primerizo a veces puede romper 1000 puntos.

## Premium
Premium es una actualización que desbloquea nuevos modos de juego, estado y más. La actualización es de $ 1.99 en USD, agrega las siguientes características:
Modos de juego: los "universos paralelos" del modo clásico, varían ligeramente en términos de obstáculos, pero las habitaciones  no cambian mucho.
- Caos: hace que el juego sea más difícil al agregar más obstáculos y jefes.
- Zen: sin fin. También usa Infinite Balls como Power Up , y actúa como meditación.
- Entrenamiento: actúa como práctica de tiro al blanco y disminuye los obstáculos, es similar a modo clásico.
- Modos locales de multijugador: adecuado para 2 jugadores, ya que ofrece:

- Duelo: Los jugadores compiten entre sí para ver quién será el ganador. No es demasiado difícil.
- Cooperativo: Similar a duelo excepto que la cantidad de bolas se comparte, haciendo difícil el juego, si uno de los jugadores pierde, el otro también pierde.

- Logros: se conecta a Google Play (Android) o Game Center (Apple) para dar logros por su trabajo.
- Estadísticas: agrega estadísticas y muestra a los jugadores su progreso.
- Reiniciar desde puntos de control: permite a los jugadores reiniciar con el mismo estado multibola y bolas desde el momento en que ingresaron.
- Guardado en la nube: permite que el juego se guarde en la nube para que pueda continuar los registros en otros dispositivos.

## Recepción
Smash Hit recibió críticas en su mayoría positivas. Apple'N'Apps le dio al juego 4.5 de 5 elogiándolo como "uno de los juegos más atractivos en iOS", que tiene una "física ultra realista" y un "juego interminable" mientras critica que la "mecánica básica es relativamente rudimentaria" y que "puede ser difícil saber si superarás las brechas".

## Enlaces
- Sitio web oficial

- Datos: Q16606850